# Liga de Honra de 2002–03
A edição de 2002-2003 da Liga de Honra foi a décima terceira edição deste escalão do futebol português.
Foi disputada por 18 clubes: 3 despromovidos da Primeira Liga, 3 promovidos da II Divisão, e os restantes que tinham permanecido.
O vencedor foi o Rio Ave. Acompanharam na subida à Primeira Divisão o Alverca e o Estrela da Amadora, que ficaram em segundo e terceiro lugares respectivamente.
Leça e União de Lamas foram despromovidos para a II Divisão. O Felgueiras ficou também classificado em posição de descida, 16º lugar, mas beneficiou da pena aplicada ao Farense, que por problemas financeiros foi relegado para a II Divisão, ainda que tinha ficado em 12º lugar no campeonato. Pela segunda época consecutiva o Felgueiras beneficia da permanência por despromoção de outras equipas.

## Equipas
Equipas a disputar a edição em relação à edição anterior:
| Despromovidas da Primeira Liga - Alverca - Farense - Salgueiros | Mantidos - Desportivo das Aves - D. Chaves - Estrela da Amadora - Felgueiras - Leça - Maia - Naval - Ovarense - Penafiel - Portimonense - Rio Ave - U. Lamas | Promovidos à 2ª Divisão de Honra - CF União - Marco - Sp. Covilhã |

## Tabela classificativa
|     | Equipa              | Pts | J  | V  | E  | D  | GM | GS | +/- | Comments                                             |
| --- | ------------------- | --- | -- | -- | -- | -- | -- | -- | --- | ---------------------------------------------------- |
| 1.  | Rio Ave             | 63  | 34 | 19 | 6  | 9  | 49 | 36 | +13 | Promovidos à Primeira Divisão                        |
| 2.  | Alverca             | 60  | 34 | 16 | 12 | 6  | 47 | 24 | +23 | Promovidos à Primeira Divisão                        |
| 3.  | Estrela da Amadora  | 57  | 34 | 15 | 12 | 7  | 42 | 32 | +10 | Promovidos à Primeira Divisão                        |
| 4.  | Naval               | 55  | 34 | 13 | 16 | 5  | 40 | 25 | +15 |                                                      |
| 5.  | Portimonense        | 51  | 34 | 14 | 9  | 11 | 50 | 40 | +10 |                                                      |
| 6.  | Desportivo das Aves | 47  | 34 | 13 | 8  | 13 | 41 | 38 | +3  |                                                      |
| 7.  | D. Chaves           | 47  | 34 | 12 | 11 | 11 | 44 | 41 | +3  |                                                      |
| 8.  | Ovarense            | 46  | 34 | 13 | 7  | 14 | 49 | 48 | +1  |                                                      |
| 9.  | Salgueiros          | 46  | 34 | 12 | 10 | 12 | 39 | 47 | -8  |                                                      |
| 10. | Maia                | 46  | 34 | 12 | 10 | 12 | 51 | 51 | 0   |                                                      |
| 11. | Sp. Covilhã         | 45  | 34 | 11 | 12 | 11 | 37 | 33 | +4  |                                                      |
| 12. | Farense             | 44  | 34 | 11 | 11 | 12 | 32 | 32 | 0   | Relegado para a II Divisão por problemas financeiros |
| 13. | Marco               | 43  | 34 | 11 | 10 | 13 | 46 | 49 | -3  |                                                      |
| 14. | Penafiel            | 41  | 34 | 12 | 05 | 17 | 38 | 40 | -2  |                                                      |
| 15. | CF União            | 40  | 34 | 10 | 10 | 14 | 31 | 38 | -7  |                                                      |
| 16. | Felgueiras          | 39  | 34 | 10 | 9  | 15 | 34 | 50 | -16 | Manteve-se pelo castigo aplicado ao Farense          |
| 17. | Leça                | 39  | 34 | 8  | 15 | 11 | 35 | 42 | -7  | Despromoção para a II Divisão                        |
| 18. | U. Lamas            | 19  | 34 | 04 | 07 | 23 | 21 | 60 | -39 | Despromoção para a II Divisão                        |

Nota 1: cada vitória valia 3 pontos
Nota 2: quando dois ou mais clubes têm os mesmos pontos, a classificação é determinada pelos resultados dos jogos entre eles.

## Melhor marcador
Igor de Souza Fonseca, futebolista brasileiro, foi o melhor marcador da época, tendo marcado 20 golos pelo Futebol Clube da Maia, nas trinta partidas em que jogou.

## Treinadores
Alguns dos treinadores das equipas no decorrer da época:
| Equipa               | Treinador                          |
| -------------------- | ---------------------------------- |
| Alverca              | José Couceiro                      |
| Desportivo das Aves  | António Caetano                    |
| Desportivo de Chaves | Rogério Gonçalves                  |
| Estrela da Amadora   | João Alves Jorge Jesus             |
| Farense              | Paco Fortes                        |
| Felgueiras           | Manuel Afonso Correia              |
| Naval                | Álvaro Magalhães José Dinis        |
| Ovarense             | Bruno Cardoso                      |
| Penafiel             | Jorge Amaral José Garrido          |
| Rio Ave              | Carlos Brito                       |
| Salgueiros           | Carlos Manuel Luís Norton de Matos |
| União da Madeira     | Manuel Balela                      |